# Edson Navarro
Edson Aldair Navarro (Ocaña, Norte de Santander, Colombia; 5 de junio de 1993) es un futbolista colombiano que juega de volante mixto y su equipo actual es el Cúcuta Deportivo de la Primera A colombiana.

## Trayectoria
A comienzos  del año 2010 fue  inscrito por el club Patriotas de la Categoría Primera B colombiana donde solo permaneció 6 meses para luego fichar por el Cúcuta Deportivo, donde ha formado parte del equipo juvenil motilón destacándose por sus buenas actuaciones.
En el 2011 fue convocado al primer equipo para un partido por la Copa Colombia contra el clásico rival del Cúcuta, el Atlético Bucaramanga, donde estuvo en el banco de los suplentes pero no llegó a jugar. A la semana siguiente, el 7 de julio, se da el debut oficial de Navarro con el primer equipo de Cúcuta en su ciudad natal Ocaña, en un partido por la  Copa Postobón  frente al Patriotas. El partido terminaría 0-0 y Navarro jugaría los 90 minutos recibiendo una tarjeta amarilla pero teniendo una destacada actuación en el encuentro.
Para la temporada 2012 es titular con la sub-19 del Cúcuta Deportivo y juega con regularidad varios partidos por Copa Colombia.
Durante la temporada 2013 es ascendido al primer equipo, siendo titular todos los partidos por Copa Postobón y ha sido convocado con cierta regularidad para jugar con el primer equipo en Liga Postobón para los partidos contra Itaguí, Junior, Millonarios, Medellín, y Once Caldas, siendo en este último partido donde se da su debut en el minuto 39 del segundo tiempo, partido en el que pierde el Cúcuta 2 por 0.

## Clubes
| Club             | País     | Año           |
| ---------------- | -------- | ------------- |
| Cúcuta Deportivo | Colombia | 2010-presente |